# Loma (Montana)
Loma és una concentració de població designada pel cens dels Estats Units a l'estat de Montana. Segons el cens del 2000 tenia 92 habitants.

## Demografia
Segons el cens del 2000, Loma tenia 92 habitants, 40 habitatges, i 25 famílies. La densitat de població era de 10,3 habitants per km².
Dels 40 habitatges en un 32,5% hi vivien nens de menys de 18 anys, en un 47,5% hi vivien parelles casades, en un 7,5% dones solteres, i en un 37,5% no eren unitats familiars. En el 37,5% dels habitatges hi vivien persones soles el 15% de les quals corresponia a persones de 65 anys o més que vivien soles. El nombre mitjà de persones vivint en cada habitatge era de 2,3 i el nombre mitjà de persones que vivien en cada família era de 3.
Per edats la població es repartia de la següent manera: un 28,3% tenia menys de 18 anys, un 8,7% entre 18 i 24, un 27,2% entre 25 i 44, un 23,9% de 45 a 60 i un 12% 65 anys o més.
L'edat mediana era de 39 anys. Per cada 100 dones de 18 o més anys hi havia 106,3 homes.
La renda mediana per habitatge era de 25.208 $ i la renda mediana per família de 26.875 $. Els homes tenien una renda mediana de 18.750 $ mentre que les dones 11.250 $. La renda per capita de la població era de 12.885 $. Aproximadament el 13% de les famílies i el 17,1% de la població estaven per davall del llindar de pobresa.

## Poblacions més properes
El següent diagrama mostra les poblacions més properes.